# Heinrich Schulze-Steinen
Heinrich Schulze-Steinen (* 1. Februar 1827 in Drechen; † 4. November 1921 in Steinen) war Landwirt und Mitglied des Deutschen Reichstags.

## Leben
Schulze-Steinen besuchte die Volksschule, war 1842 und 1843 in einem Knabenpensionate und widmete sich dann der Landwirtschaft auf seinem Gut in Steinen bei Hemmerde. Unter ihm oder seinem Sohn Emil Schulze-Steinen erwarb die Familie das Gut Drechen in Drechen, Osterflierich und errichtete 1900 das heutige Herrenhaus. Der Hof ist bis heute im Besitz der Familie.
Viele Jahre war er Mitglied des Kreistages und des Provinzial-Landtages Westfalen. Von 1888 bis 1898 war er Mitglied des Preußischen Abgeordnetenhauses und von 1898 bis 1903 war er Mitglied des Deutschen Reichstags für den Wahlkreis Regierungsbezirk Arnsberg 7 (Hamm, Soest) und die Nationalliberale Partei.